# Marius Bacquié-Fonade
Pour les articles homonymes, voir Bacquié.
Pierre (dit Marius) Bacquié-Fonade, né à Toulouse le 15 août 1854, mort dans la même ville le 26 novembre 1910, est un félibre toulousain fondateur de l'association Les Toulousains de Toulouse et du Musée du Vieux Toulouse.
Il œuvra inlassablement pour la reconnaissance de la  langue occitane et pour la mise en valeur de l'histoire locale.

## Biographie
Pierre Bacquié est élevé par ses grands-parents mesureurs de grain dans le quartier Guilheméry à Toulouse et il ajoutera plus tard à son patronyme le nom de Fonade qui est celui de son arrière-grand-mère maternelle.
Pensionnaire au collège Henri IV (no 1 rue Donne-Coraille, aujourd'hui rue Espinasse), il doit très vite travailler et exerce divers petits métiers qui lui font parcourir les quartiers toulousains où il s'imprègne des activités et de l'atmosphère de la population laborieuse de la ville avant de s'intéresser à son histoire.
Après son mariage avec Germaine Clastres, il s'établit au no 28 rue des Lois à Toulouse et exerce le métier de représentant de commerce en papeterie no 7 rue Lakanal. Il est amené à voyager professionnellement, notamment en Provence, où il rencontre le 
félibre Joseph Roumanille qui lui fait découvrir sa librairie d'Avignon et le conseille pour constituer une bibliothèque qui deviendra une des plus remarquables pour son fonds régional.
Sa passion pour Toulouse mais aussi pour la langue d'oc trouve, à la même époque, un écho dans le développement du félibrige qu'il rejoint et dont il promeut le développement en Languedoc.
Cofondateur de l'Escolo Mondino dont il est le secrétairi-clavaire'secrétairi-clavaire (trésorier) lors de l'élection du premier bureau en 1893, il se voit décerner, la même année, le titre de felibre Mantenèire lors de l'assemblée générale du Félibrige à Carcassonne. 
Il devient le responsable rédactionnel de l'organe de l'Escolo Moundino, la revue La Terro d'Oc'd'Oc Tlse, Impr Berthoumieu. et milite pour que la capitale du Languedoc rayonne à nouveau dans le monde occitan.
Il participe activement à l'organisation des fêtes annuelles et diverses réunions félibréennes dans tout le Midi et tisse des liens avec les principaux félibres.
Pour les premiers jeux floraux de l'Escolo Moundino à Toulouse en mars 1894 fut célébrée la Sainte Estelle en présence du capoulié Félix Gras et Marius Bacquié-Fonade lut la liste des lauréats en compagnie du majoral Gaston Jourdanne et de la poétesse  Philadelphe de Gerde.
Dès lors il œuvre au sein de l'Escolo pour le développement de la langue d'oc et le soutien des écrivains occitans .
Composant lui-même dans les revues occitanes quelques textes et contes savoureux il fut distingué par plusieurs diplômes d'écoles félibréennes ou sociétés savantes et fut amené à côtoyer les principaux félibres de l'époque en commençant par Frédéric Mistral qu'il reçoit à Toulouse en 1901.
Toutefois les orientations politiques prises par André Sourreil avec son rapprochement du mouvement de la Fédération régionaliste française présidée par Charles Brun conduisent Marius Bacquié-Fonade à prendre ses distances puis à démissionner de l'Escolo Moundino.
Il trouve davantage de compréhension auprès de l'Escolo de Gastou-Febus regroupant les félibres du Béarn et de la Bigorre et fait partie avec Danton Cazelles des sept fondateurs de cette nouvelle école en 1895.
En 1905, le consistoire félibréen décerne à Marius Bacquié-Fonade la cigale d'Or de la "Patrio" en le nommant félibre majoral.
Mais l'action de Marius Baquié-Fonade a toujours été dominée par son vif intérêt pour l'histoire de la ville de Toulouse. 
Autodidacte, il constitue une importante bibliothèque et effectue des études et recherches historiques en particulier sur l'origine des noms des rues et les patronymes de ses habitants.
Membre de la Commission du Vieux Toulouse, il apporte plusieurs références historiques et étymologiques relatives au nom des rues de la ville et milite pour la prise en compte par la municipalité du passé culturel de la ville : célébration du cinquantenaire de la Toulousaine avec inauguration d'un buste du poète Lucien Mengaud, projets d'élever des monuments à Goudouli et Auguste Fourès....
Officier de l'Instruction publique, il mène une activité de conférencier et de guide en organisant des promenades historiques dans les rues de Toulouse accompagnées de récitations de poésies et de chants languedociens qui connurent un vif succès. Membre du conseil d'administration du Syndicat d'initiative de la ville de Toulouse, il est ainsi à l'origine des premières visites guidées historiques et touristiques. R. Faure-Dère rendra un bel hommage à ce précurseur :
Infatigable et passionné, il va dans de nombreuses villes, jusqu'à Barcelone, représenter l'Académie Toulousaine de la Chanson et proposer des conférences sur les chants locaux languedociens.
À Toulouse et dès 1904 il fonde une nouvelle association, la Société Les Toulousains de Toulouse dont il fixe les objectifs dans le premier numéro de sa revue l Auta. 
"Nous voulons de toutes nos forces conserver à notre Cité tout ce qui rappelle son long passé de gloire et de grandeur ; nous ferons connaître et aimer notre vieille langue si douce, si sonore et qui incarne, mieux et plus que toute autre chose, le génie et l'âme de nos pères".
Théoriquement école affiliée au Félibrige, cette association connait un rapide succès auprès de nombreux Toulousains manifestant ainsi leur intérêt pour l'histoire de leur ville et de la région et demeure encore aujourd'hui toujours très active.
En 1906, suivant l'exemple de Mistral et de son Museon Arlaten, Marius Bacquié-Fonade fonde un musée régional en sollicitant tous les sympathisants afin de participer à la constitution de cette mémoire du patrimoine local. Ce musée est devenu aujourd'hui le  Musée du Vieux Toulouse, installé à l' Hôtel Dumay.

## Œuvre
Marius Bacquié-Fonade publia essentiellement des contes ou nouvelles brèves dans les revues occitanes de l'époque :
- Lé gril dirigée par Gabriel Visner, Toulouse.
- La Cigale Languedocienne, imprimerie Bezombes, Béziers.
- L'Armana Prouvençau J Roumanille, libraire-éditeur à Avignon.
- L'Armanac del Jacoumart F Salban, imprimeur à Lavaur, Tarn.
- Sous le pseudonyme de "Nadofoun", "Nadau ou Nadal de la Fount", on peut trouver ses articles ou études historiques dans les revues Lé Gril (étude en occitan sur le château de Pène), Terro d'Oc ou l'Auta.